# Strongylosoma kordylamythrum
Strongylosoma kordylamythrum är en mångfotingart som beskrevs av Carl Graf Attems 1898. Strongylosoma kordylamythrum ingår i släktet Strongylosoma och familjen orangeridubbelfotingar. Inga underarter finns listade i Catalogue of Life.